# Лиговский проспект (станция метро)
«Ли́говский проспе́кт» — станция Петербургского метрополитена. Расположена на четвёртой (Лахтинско-Правобережной) линии между станциями «Достоевская» и «Площадь Александра Невского-2».
Станция открыта 30 декабря 1991 года в составе участка «Площадь Александра Невского» — «Садовая». Наименование получила по расположению на одноимённом проспекте.

## Наземные сооружения
Вестибюль выполнен по проекту архитекторов Ю. В. Еечко и Н. В. Ромашкина-Тиманова. Встроен в административное здание метрополитена, расположенное на углу Транспортного переулка и Лиговского проспекта. В оформлении использованы белый мрамор, серый и красный гранит. Над эскалаторным тоннелем расположена балюстрада с декоративной решёткой и тумбами с оригинальными светильниками. На больших витражах из цветного стекла (творческая мастерская академика А. А. Мыльникова) были изображены виды старого Петербурга, однако после капитального ремонта в 2014 году витражные окна заложены.

## Подземные сооружения
«Лиговский проспект» — односводчатая станция глубокого заложения (глубина ≈ 66 м). Подземный зал сооружён по проекту архитекторов Ю. В. Еечко и Н. В. Ромашкина-Тиманова. Стены и пол покрыты полированным красным гранитом. Торец станции украшает арка с декоративным витражом. Светильники подвешены на своде.
Из-за особого расположения станции относительно вестибюля подземный зал станции и эскалаторный марш, содержащий три эскалатора, соединены между собой длинным S-образным пешеходным переходом. Светильники в наклонном ходе укреплены на своде, во время ремонта в 2014 году они были заменены на офисные лампы.

## Реконструкция
С 5 января 2014 года по 2 декабря 2014 года станция «Лиговский проспект» была закрыта на капитальный ремонт. Было произведено восстановление гидроизоляции наклонного хода, замена асбоцементных водоотводных зонтов на зонты из облегчённых композитных материалов, а также ремонт дренажной системы и эскалаторов. Стоимость ремонта составила 147 миллионов рублей. Работы проводило ЗАО «СМУ-11» — дочерняя организация ОАО «Метрострой». Станция открылась после капитального ремонта 3 декабря 2014 года.

## Перспективы
Планируется построить переход на станцию «Лиговский проспект-2» шестой (Красносельско-Калининской) линии при её пуске. Также планируется строительство второго выхода в город, который должен стать общим для обеих станций будущего пересадочного узла и соединить их с терминалом строящейся Высокоскоростной железнодорожной магистрали Москва — Санкт-Петербург.

## Особенности эксплуатации
16 августа 2024 года из-за закрытия станций «Спасская» и «Достоевская» для подключения перспективного участка линии «Спасская» — «Горный институт» к действующей линии, «Лиговский проспект» стал временно конечным на Лахтинско-Правобережной линии, а, поскольку у него отсутствует путевое развитие, для оборота подвижного состава использовалась служебная соединительная ветвь на станции «Садовая», ведущая на «Невский проспект», что сделало «Лиговский проспект» первой станцией в Петербургском метрополитене конечной без путевого развития после «Звенигородской» и «Волковской» в 2008 году, когда между ними было организовано челночное движение. 

## Наземный транспорт

### Автобусные маршруты
| №   | Пересадки | Конечный пункт 1       | Конечный пункт 2                                   |
| --- | --- | ---------------------- | -------------------------------------------------- |
| 3   | Предпортовая · Московская · Парк Победы · Электросила · Московские ворота · Обводный канал · Площадь Восстания · Маяковская · Московский вокзал · Невский проспект · Гостиный Двор · Адмиралтейская | Улица Костюшко         | Театральная площадь                                |
| 26  | Автово · Ленинский проспект · Ленинский проспект · Московская · Парк Победы · Электросила · Московские ворота · Обводный канал                                                                      | Кировский завод        | Площадь Восстания · Маяковская · Московский вокзал |
| 54  | Купчино · Купчино · Проспект Славы · Международная · Бухарестская · Волковская · Обводный канал · Площадь Восстания · Маяковская · Московский вокзал                                                | Малая Балканская улица | Смольный                                           |
| 65  | Балтийская · Балтийский вокзал · Фрунзенская · Обводный канал · Площадь Восстания · Маяковская · Московский вокзал                                                                                  | Двинская улица         | Площадь Александра Невского                        |
| 74  | Купчино · Купчино · Бухарестская · Волковская · Обводный канал · Площадь Восстания · Маяковская · Московский вокзал                                                                                 | Малая Балканская улица | Смольный                                           |
| 91  | Международная · Бухарестская · Волковская · Обводный канал | Сортировочная          | Площадь Восстания · Маяковская · Московский вокзал |
| 141 | Звёздная · Московская · Проспект Славы · Проспект Славы · Обводный канал | Звёздная улица         | Площадь Восстания · Маяковская · Московский вокзал |

### Трамвайные маршруты
| №  | Пересадки | Конечный пункт 1       | Конечный пункт 2    |
| -- | --- | ---------------------- | ------------------- |
| 16 | Технологический институт · Технологический институт · Пушкинская · Звенигородская · Витебский вокзал · Обводный канал | Нарвская               | Карбюраторный завод |
| 25 | Проспект Славы · Международная · Бухарестская · Волковская · Обводный канал                                           | Купчино · Купчино      | улица Марата        |
| 49 | Дунайская · Проспект Славы · Международная · Бухарестская · Волковская · Обводный канал                               | Малая Балканская улица | улица Марата        |

### Троллейбусные маршруты
| №  | Пересадки                              | Конечный пункт 1 | Конечный пункт 2                               |
| -- | -------------------------------------- | ---------------- | ---------------------------------------------- |
| 42 | Бухарестская Волковская Обводный канал | Сортировочная    | Площадь Восстания Маяковская Московский вокзал |

## Галерея

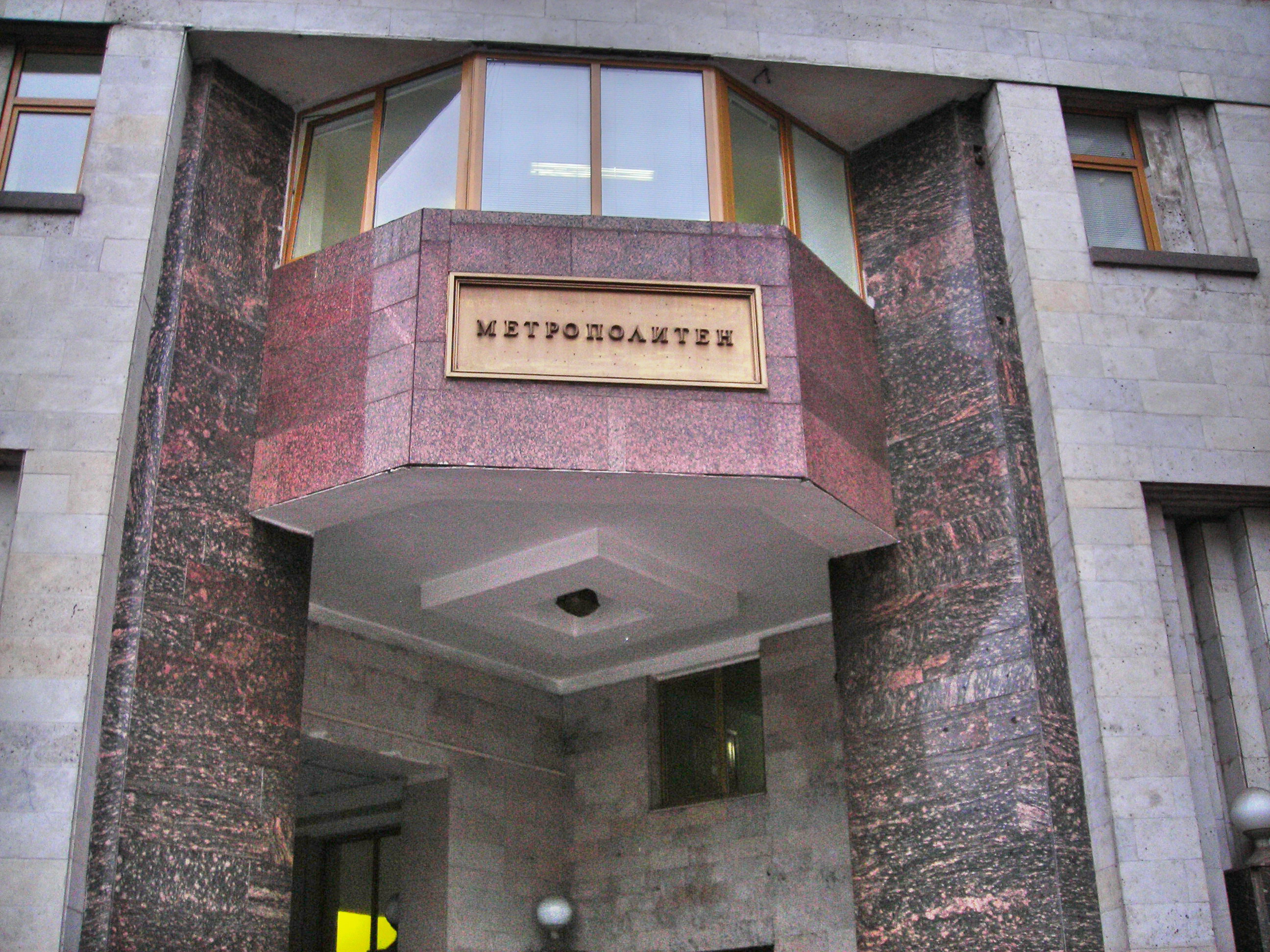
Вестибюль
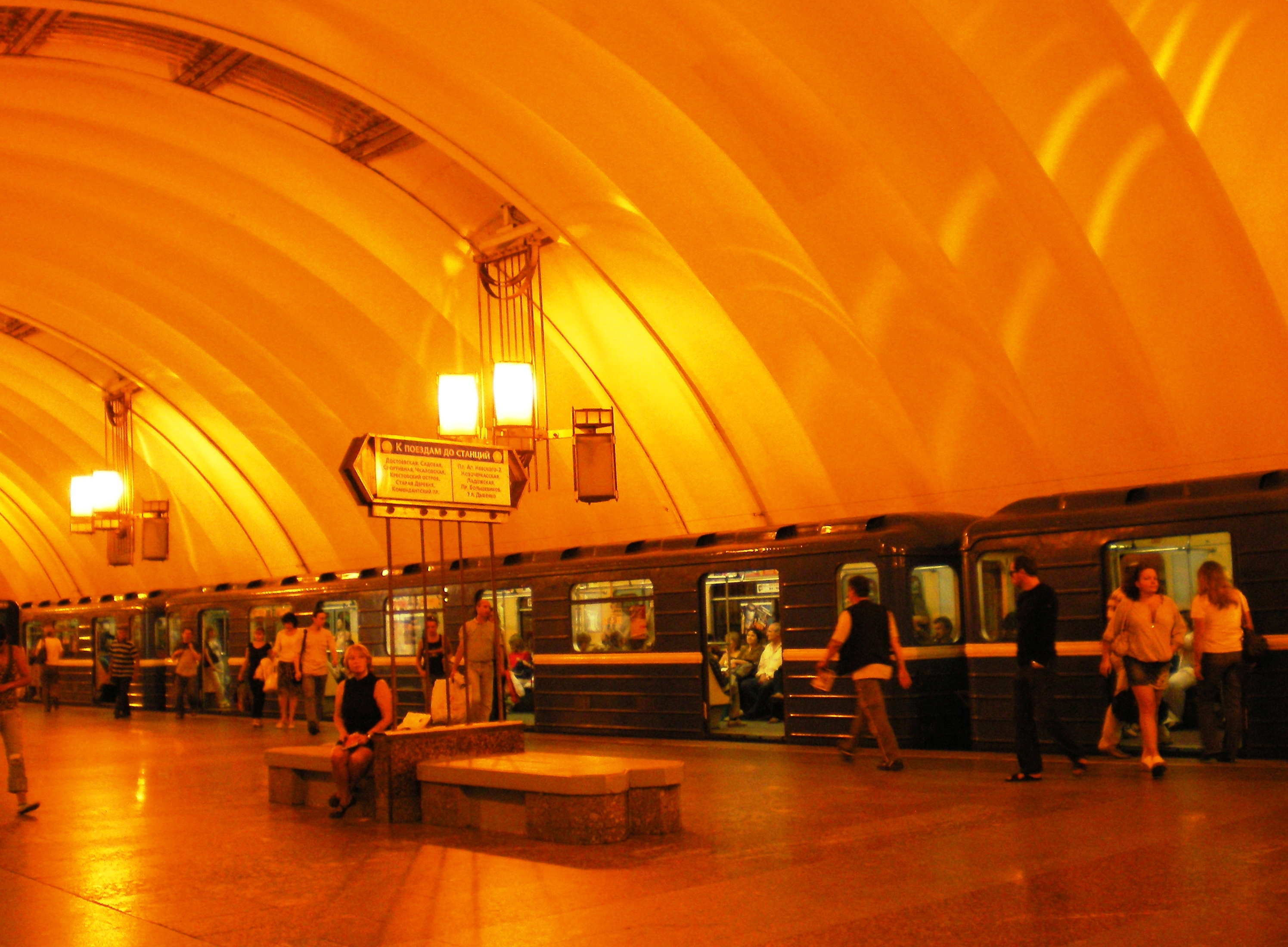
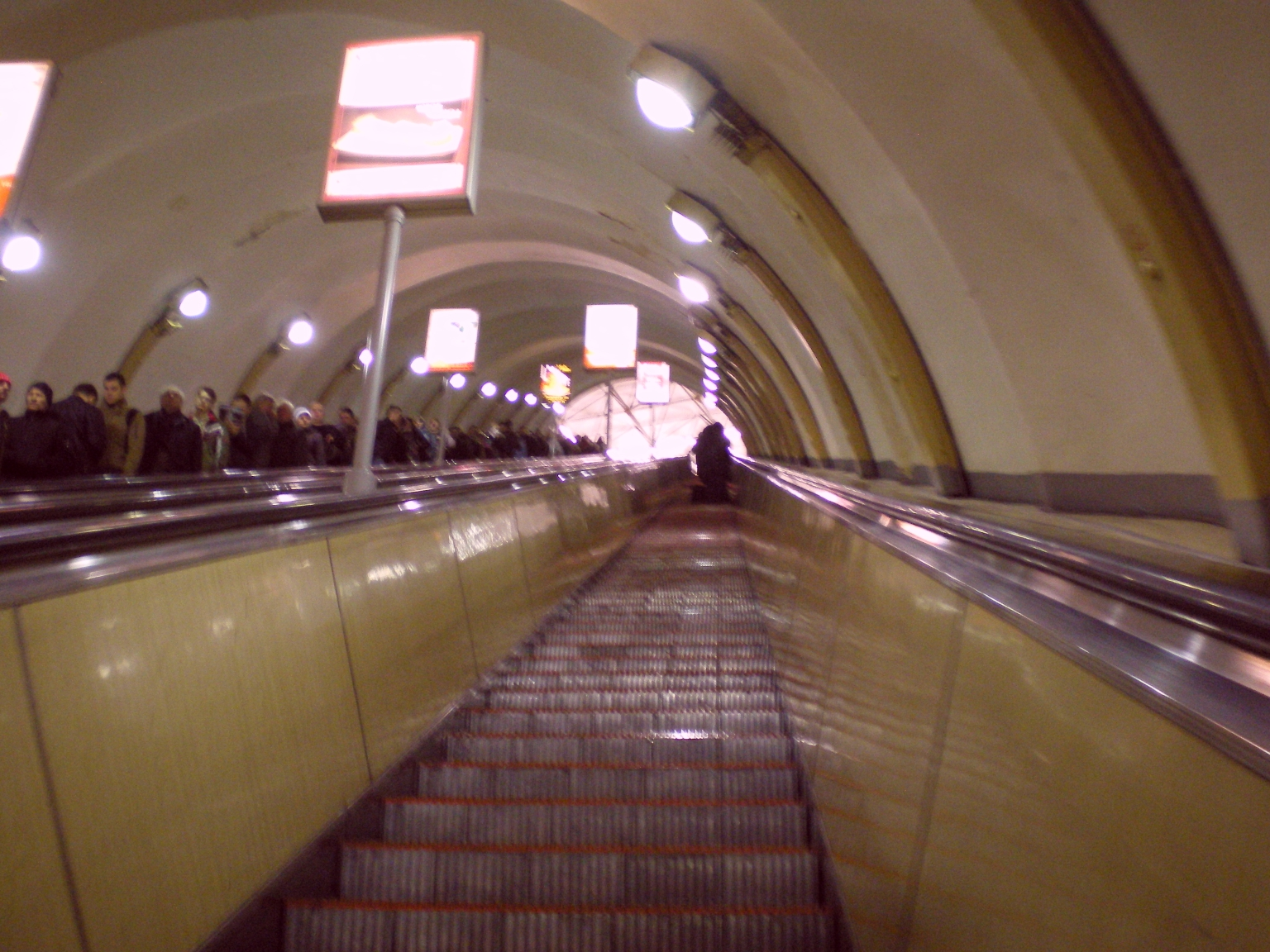
Наклонный ход до реконструкции